# Inverness Cup
Inverness Cup là một giải đấu bóng đá dành cho các đội bóng xung quanh vùng Inverness ở Scottish Highlands. Ban đầu, giải chỉ dành cho 4 đội bóng gốc Inverness, Caledonian, Citadel, Clachnacuddin và Thistle, nhưng dần dần trở thành giải mở rộng để tăng số đội tham gia lên. Trong những năm gần đây, sức hút của giải phần nào giảm sút, thay vào đó là các giải Highland League Cup và North of Scotland Cup cùng với việc cản trở ngày thi đấu của các đội bóng lớn hơn.